# Creuer Ulpio Traiano
L'Ulpio Traiano era un creuer lleuger de la Regia Marina italiana de la classe Capitani Romani, construït durant la Segona Guerra Mundial. Mai va entrar en servei perquè va ser enfonsat pels incursors britànics mentre estava sent acabant d'acondicionar.

## Història
Va ser construït pels Cantieri Navali Riuniti a la drassana de Palerm, on es va posar el seu casc el 28 de setembre de 1939.
El vaixell, avarat el 30 de novembre de 1942, va ser enfonsat, poc més d'un mes després del seu avarament, el 3 de gener de 1943 per uns incursions britàniques que van aconseguir penetrar al port de Palerm, on havia estat amarrat per a equipar-lo.
Els assaltants van desembarcar d'un submarí a bord d'un chariot, un torpedo tripulat, van passar per les xarxes de barrera col·locades per defensar el port i, veient el creuer atracat al moll en una fase avançada de preparació, van aplicar la càrrega explosiva frontal del carro a la nau del vaixell. Després van extreure el destructor Grecale, la torpedinera Ciclone i un vaixell mercants, però les mines no van explotar com que els assaltants britànics no van tenir temps d'activar-les, mentre que a les vuit del matí el creuer va explotar, va bolcar i quedar danyat irreparablement. Els dos assaltants britànics, els noms dels quals eren Dick Greenland i Alec Ferrier van ser fets presoners i després del 8 de setembre, presos pels alemanys, van ser traslladats al Marlag de Westertimke, del qual van ser alliberats el maig de 1945 a l'arribada de les tropes aliades. Es van recuperar les restes del naufragi del 10 d'octubre de 1946 al 24 de juliol de 1947 i l'any 1948 es va desmantellar el naufragi.